# Territ roquer
El territ roquer  (Calidris ptilocnemis) és un ocell limícola de la família dels escolopàcids (Scolopacidae) que en estiu habita la tundra de la Península de Txukotka, les illes del Comandant, oest d'Alaska i illes Pribilof i Aleutianes. En hivern habiten costes rocoses de la zona nord-occidental d'Amèrica del Nord.